# Factor de Boltzmann
En física, el factor de Boltzmann es un factor de ponderación que determina la probabilidad relativa de un estado {\displaystyle i} en un sistema con múltiples estados en equilibrio termodinámico a temperatura {\displaystyle T}.
{\displaystyle e^{-{\frac {E_{i}}{k_{B}\,T}}}}
Donde {\displaystyle k_{B}} es la constante de Boltzmann, y {\displaystyle E_{i}} es la energía del estado {\displaystyle i}. La relación de las probabilidades de los dos estados está dada por la relación (cociente) de sus factores de Boltzmann.
El factor de Boltzmann no es en sí mismo una probabilidad, ya que no está normalizado. Para normalizar el factor de Boltzmann y convertirlo en una probabilidad, se lo debe dividir por la suma Z de los factores de Boltzmann de todos los estados posibles del sistema, lo cual se denomina la función de partición. De esta forma se obtiene la distribución de Boltzmann.
A partir del factor de Boltzmann es posible desarrollar la estadística de Maxwell-Boltzmann, la estadística de Bose-Einstein, y la estadística de Fermi-Dirac que rigen las partículas clásicas como también la mecánica cuántica bosones, y fermiones, respectivamente.